# Årets Gävlebo
Årets Gävlebo är en utmärkelse som delas ut till en Gävlebo som antingen utmärkt sig under det gångna året eller över lång tid, som en beundransvärd person eller eldsjäl. Utmärkelsen har funnits sedan 1988, utses av Arbetarbladet sedan starten och tillsammans med Gefle Dagblad sedan 2020. Den delas ut i slutet på året efter en nominerings- och omröstningsprocess med tidningarnas läsare. Mellan 1998 och 2008 utsågs ingen Årets Gävlebo.

## Samtliga pristagare
1988: Sören Antman
1989: Thomas Di Leva
1990: Brita Hising
1991: Gunnar Cyrén
1992: Bengt Wiklund
1993: Rolf Lassgård
1994: Ulrika Hörberg
1995: Per-Olof ”Posa” Serenius
1996: Stefan Lundqvist
1997: Anders Bergström
2009: Ing-Marie Persson
2010: Kaskito Ngongo
2011: Lasse Hall
2012: Wellington Ikuobase
2013: Mats Huldt
2014: Anna Sving Sjöblom
2015: Lasse Wennman
2016: Christer Ringh
2017: Sherzad Fatih
2018: William Österberg Berglund
2019: Sabina Bär
2020: Mattias Hall
2021: Pelle Matton
2022: Lisa Smedberg
2023: Stig Salming
2024: Malin van der Kaaij